# هيدراكاربازين
هيدراكاربازين هو بيريدازين استخدم خافضا لضغط الدم.